# Вргада
Вргада (хорв. Vrgada) - острів в хорватській частині Адріатичного моря, адміністративно відноситься до Задарської жупанії. Розташована за 35 кілометрів на південний схід від Задара і за 6 кілометрів на південь від містечка Пакоштане. На острові є однойменне поселення.
Площа острова - 2,32 км ², довжина берегової лінії - 9 188 м . Найвищою точкою острова є пагорб Срабліновац (115 метрів ). Населення острова скорочується: у 1981 році тут проживало 311 осіб , в 2001-му - 242 . Основні галузі економіки - сільське господарство та рибальство .
На острові розташований маяк, сигнал якого видно з відстані в три милі.
З острова Вргада був родом відомий хорватський лінгвіст Блаж Юрішіч.